# كريستوفر أ. بيرغن
كريستوفر أ. بيرغن هو محامي وسياسي أمريكي، ولد في 2 أغسطس 1841، وتوفي في 18 فبراير 1905 في Haverford, Pennsylvania ‏ في الولايات المتحدة. نشط حزبياً في الحزب الجمهوري. وقد انتخب عضو مجلس النواب الأمريكي ‏.